# Albo d'oro del doppio maschile del torneo di Wimbledon
Questo è un elenco dei vincitori del doppio maschile al Torneo di Wimbledon. Il torneo non si è svolto dal 1915 al 1918 e dal 1940 al 1945 a causa delle due guerre mondiali e nel 2020 a causa della pandemia di COVID-19.
L'australiano Todd Woodbridge detiene il record di titoli nel doppio con 9 trofei, mentre la coppia di maggior successo è stata quella britannica composta da Reginald Doherty e Laurence Doherty con 8 titoli.

## Albo d'oro
| Anno        | Vincitori                                           | Finalisti                                           | Punteggio                                           |
| ----------- | --------------------------------------------------- | --------------------------------------------------- | --------------------------------------------------- |
| 1884        | Ernest Renshaw (1) William Renshaw (1)              | Ernest Lewis Edward Williams                        | 6–3, 6–1, 1–6, 6–4                                  |
| 1885        | Ernest Renshaw (2) William Renshaw (2)              | Claude Farrer Arthur John Stanley                   | 6–3, 6–3, 10–8                                      |
| 1886        | Ernest Renshaw (3) William Renshaw (3)              | Claude Farrer Arthur John Stanley                   | 6–3, 6–3, 4–6, 7–5                                  |
| 1887        | Herbert Wilberforce Patrick Bowes-Lyon              | E. Barratt-Smith James Herbert Crispe               | 6–3, 6–3, 6–2                                       |
| 1888        | Ernest Renshaw (4) William Renshaw (4)              | Patrick Bowes-Lyon Herbert Wilberforce              | 2–6, 1–6, 6–3, 6–4, 6–3                             |
| 1889        | Ernest Renshaw (5) William Renshaw (5)              | George Hillyard Ernest Lewis                        | 6–4, 6–4, 3–6, 0–6, 6–1                             |
| 1890        | Joshua Pim (1) Frank Stoker (1)                     | George Hillyard Ernest Lewis                        | 6–0, 7–5, 6–4                                       |
| 1891        | Herbert Baddeley (1) Wilfred Baddeley (1)           | Joshua Pim Frank Stoker                             | 6–1, 6–3, 1–6, 6–2                                  |
| 1892        | Harry Barlow Ernest Lewis                           | Herbert Baddeley Wilfred Baddeley                   | 4–6, 6–2, 8–6, 6–4                                  |
| 1893        | Joshua Pim (2) Frank Stoker (2)                     | Harry Barlow Ernest Lewis                           | 4–6, 6–3, 6–1, 2–6, 6–0                             |
| 1894        | Herbert Baddeley (2) Wilfred Baddeley (2)           | Harry Barlow Charles Martin                         | 5–7, 7–5, 4–6, 6–3, 8–6                             |
| 1895        | Herbert Baddeley (3) Wilfred Baddeley (3)           | Wilberforce Eaves Ernest Lewis                      | 8–6, 5–7, 6–4, 6–3                                  |
| 1896        | Herbert Baddeley (4) Wilfred Baddeley (4)           | Reginald Doherty Harold Nisbet                      | 1–6, 3–6, 6–4, 6–2, 6–1                             |
| 1897        | Laurence Doherty (1) Reginald Doherty (1)           | Herbert Baddeley Wilfred Baddeley                   | 6–4, 4–6, 8–6, 6–4                                  |
| 1898        | Laurence Doherty (2) Reginald Doherty (2)           | Clarence Hobart Harold Nisbet                       | 6–4, 6–4, 6–2                                       |
| 1899        | Laurence Doherty (3) Reginald Doherty (3)           | Clarence Hobart Harold Nisbet                       | 7–5, 6–0, 6–2                                       |
| 1900        | Laurence Doherty (4) Reginald Doherty (4)           | Herbert Barrett Harold Nisbet                       | 9–7, 7–5, 4–6, 3–6, 6–3                             |
| 1901        | Laurence Doherty (5) Reginald Doherty (5)           | Dwight Davis Holcombe Ward                          | 4–6, 6–2, 6–3, 9–7                                  |
| 1902        | Sydney Howard Smith (1) Frank Riseley (1)           | Laurence Doherty Reginald Doherty                   | 4–6, 8–6, 6–3, 4–6, 11–9                            |
| 1903        | Laurence Doherty (6) Reginald Doherty (6)           | Frank Riseley Sydney Howard Smith                   | 6–4, 6–4, 6–4                                       |
| 1904        | Laurence Doherty (7) Reginald Doherty (7)           | Frank Riseley Sydney Howard Smith                   | 6–1, 6–2, 6–4                                       |
| 1905        | Laurence Doherty (8) Reginald Doherty (8)           | Frank Riseley Sydney Howard Smith                   | 6–2, 6–4, 6–8, 6–3                                  |
| 1906        | Sydney Howard Smith (2) Frank Riseley (2)           | Laurence Doherty Reginald Doherty                   | 6–8, 6–4, 5–7, 6–3, 6–3                             |
| 1907        | Norman Brookes Anthony Wilding (1)                  | Karl Behr Beals Wright                              | 6–4, 6–4, 6–2                                       |
| 1908        | Josiah Ritchie (1) Anthony Wilding (2)              | Herbert Barrett Arthur Gore                         | 6–1, 6–2, 1–6, 9–7                                  |
| 1909        | Herbert Barrett (1) Arthur Gore                     | Stanley Doust Harry Parker                          | 6–2, 6–1, 6–4                                       |
| 1910        | Josiah Ritchie (2) Anthony Wilding (3)              | Herbert Barrett Arthur Gore                         | 6–1, 6–1, 6–2                                       |
| 1911        | Max Décugis André Gobert                            | Josiah Ritchie Anthony Wilding                      | 9–7, 5–7, 6–3, 2–6, 6–2                             |
| 1912        | Herbert Barrett (2) Charles Dixon (1)               | Max Décugis André Gobert                            | 3–6, 6–3, 6–4, 7–5                                  |
| 1913        | Herbert Barrett (3) Charles Dixon (2)               | Heinrich Kleinschroth Wilhelm Rahe                  | 6–2, 6–4, 4–6, 6–2                                  |
| 1914        | Norman Brookes (2) Anthony Wilding (4)              | Herbert Barrett Charles Dixon                       | 6–1, 6–1, 5–7, 8–6                                  |
| 1915 - 1918 | non disputato a causa della prima guerra mondiale   | non disputato a causa della prima guerra mondiale   | non disputato a causa della prima guerra mondiale   |
| 1919        | Pat O'Hara Wood Ron Thomas                          | Rodney Heath Randolph Lycett                        | 6–4, 6–2, 4–6, 6–2                                  |
| 1920        | Richard Norris Williams Chuck Garland               | Algernon Kingscote James Cecil Parke                | 4–6, 6–4, 7–5, 6–2                                  |
| 1921        | Randolph Lycett (1) Max Woosnam                     | Arthur Lowe Gordon Lowe                             | 6–3, 6–0, 7–5                                       |
| 1922        | James Anderson Randolph Lycett (2)                  | Pat O'Hara Wood Gerald Patterson                    | 3–6, 7–9, 6–4, 6–3, 11–9                            |
| 1923        | Leslie Godfree Randolph Lycett (3)                  | Count de Gomar Eduardo Flaquar                      | 6–3, 6–4, 3–6, 6–3                                  |
| 1924        | Francis Hunter (1) Vincent Richards                 | Watson Washburn Richard Williams                    | 6–3, 3–6, 8–10, 8–6, 6–3                            |
| 1925        | Jean Borotra (1) René Lacoste                       | Raymond Casey John Hennessey                        | 6–4, 11–9, 4–6, 1–6, 6–3                            |
| 1926        | Jacques Brugnon (1) Henri Cochet (1)                | Howard Kinsey Vincent Richards                      | 7–5, 4–6, 6–3, 6–2                                  |
| 1927        | Francis Hunter (2) Bill Tilden                      | Jacques Brugnon Henri Cochet                        | 1–6, 4–6, 8–6, 6–3, 6–4                             |
| 1928        | Jacques Brugnon (2) Henri Cochet (2)                | John Hawkes Gerald Patterson                        | 13–11, 6–4, 6–4                                     |
| 1929        | Wilmer Allison (1) John Van Ryn (1)                 | Ian Collins John Colin Gregory                      | 6–4, 5–7, 6–3, 10–12, 6–4                           |
| 1930        | Wilmer Allison (2) John Van Ryn (2)                 | John Doeg George Lott                               | 6–3, 6–3, 6–2                                       |
| 1931        | George Lott (1) John Van Ryn (3)                    | Jacques Brugnon Henri Cochet                        | 6–2, 10–8, 9–11, 3–6, 6–3                           |
| 1932        | Jean Borotra (2) Jacques Brugnon (3)                | Pat Hughes Fred Perry                               | 6–0, 4–6, 3–6, 7–5, 7–5                             |
| 1933        | Jean Borotra (3) Jacques Brugnon (4)                | Ryōsuke Nunoi Jiro Satoh                            | 4–6, 6–3, 6–3, 7–5                                  |
| 1934        | George Lott (2) Lester Stoefen                      | Jean Borotra Jacques Brugnon                        | 6–2, 6–3, 6–4                                       |
| 1935        | Jack Crawford Adrian Quist (1)                      | Wilmer Allison John Van Ryn                         | 6–3, 5–7, 6–2, 5–7, 7–5                             |
| 1936        | Pat Hughes Raymond Tuckey                           | Charles Hare Frank Wilde                            | 6–4, 3–6, 7–9, 6–1, 6–4                             |
| 1937        | Don Budge (1) Gene Mako (1)                         | Pat Hughes Raymond Tuckey                           | 6–0, 6–4, 6–8, 6–1                                  |
| 1938        | Don Budge (2) Gene Mako (2)                         | Henner Henkel George von Metasa                     | 6–4, 3–6, 6–3, 8–6                                  |
| 1939        | Elwood Cooke Bobby Riggs                            | Charles Hare Frank Wilde                            | 6–3, 3–6, 6–3, 9–7                                  |
| 1940 - 1945 | non disputato a causa della seconda guerra mondiale | non disputato a causa della seconda guerra mondiale | non disputato a causa della seconda guerra mondiale |
| 1946        | Tom Brown Jack Kramer (1)                           | Geoff Brown Dinny Pails                             | 6–4, 6–4, 6–2                                       |
| 1947        | Bob Falkenburg Jack Kramer (2)                      | Tony Mottram Bill Sidwell                           | 8–6, 6–3, 6–3                                       |
| 1948        | John Bromwich (1) Frank Sedgman (1)                 | Tom Brown Gardnar Mulloy                            | 5–7, 7–5, 7–5, 9–7                                  |
| 1949        | Pancho Gonzales Frank Parker                        | Gardnar Mulloy Ted Schroeder                        | 6–4, 6–4, 6–2                                       |
| 1950        | John Bromwich (2) Adrian Quist (2)                  | Geoff Brown Bill Sidwell                            | 7–5, 3–6, 6–3, 3–6, 6–2                             |
| 1951        | Ken McGregor (1) Frank Sedgman (2)                  | Jaroslav Drobný Eric Sturgess                       | 3–6, 6–2, 6–3, 3–6, 6–3                             |
| 1952        | Ken McGregor (2) Frank Sedgman (3)                  | Vic Seixas Eric Sturgess                            | 6–3, 7–5, 6–4                                       |
| 1953        | Lew Hoad (1) Ken Rosewall (1)                       | Rex Hartwig Mervyn Rose                             | 6–4, 7–5, 4–6, 7–5                                  |
| 1954        | Rex Hartwig (1) Mervyn Rose                         | Vic Seixas Tony Trabert                             | 6–4, 6–4, 3–6, 6–4                                  |
| 1955        | Rex Hartwig (2) Lew Hoad (2)                        | Neale Fraser Ken Rosewall                           | 7–5, 6–4, 6–3                                       |
| 1956        | Lew Hoad (3) Ken Rosewall (2)                       | Nicola Pietrangeli Orlando Sirola                   | 7–5, 6–2, 6–1                                       |
| 1957        | Budge Patty Gardnar Mulloy                          | Neale Fraser Lew Hoad                               | 8–10, 6–4, 6–4, 6–4                                 |
| 1958        | Sven Davidson Ulf Schmidt                           | Ashley Cooper Neale Fraser                          | 6–4, 6–4, 8–6                                       |
| 1959        | Roy Emerson (1) Neale Fraser (1)                    | Rod Laver Bob Mark                                  | 8–6, 6–3, 14–16, 9–7                                |
| 1960        | Rafael Osuna (1) Dennis Ralston                     | Mike Davies Bobby Wilson                            | 7–5, 6–3, 10–8                                      |
| 1961        | Roy Emerson (2) Neale Fraser (2)                    | Bob Hewitt Fred Stolle                              | 6–4, 6–8, 6–4, 6–8, 8–6                             |
| 1962        | Bob Hewitt (1) Fred Stolle (1)                      | Boro Jovanović Nikola Pilić                         | 6–2, 5–7, 6–2, 6–4                                  |
| 1963        | Rafael Osuna (2) Antonio Palafox                    | Jean-Claude Barclay Pierre Darmon                   | 4–6, 6–2, 6–2, 6–2                                  |
| 1964        | Bob Hewitt (2) Fred Stolle (2)                      | Roy Emerson Ken Fletcher                            | 7–5, 11–9, 6–4                                      |
| 1965        | John Newcombe (1) Tony Roche (1)                    | Ken Fletcher Bob Hewitt                             | 7–5, 6–3, 6–4                                       |
| 1966        | Ken Fletcher John Newcombe (2)                      | Bill Bowrey Owen Davidson                           | 6–3, 6–4, 3–6, 6–3                                  |
| 1967        | Bob Hewitt (3) Frew McMillan (1)                    | Roy Emerson Ken Fletcher                            | 6–2, 6–3, 6–4                                       |
| 1968        | John Newcombe (3) Tony Roche (2)                    | Ken Rosewall Fred Stolle                            | 3–6, 8–6, 5–7, 14–12, 6–3                           |
| 1969        | John Newcombe (4) Tony Roche (3)                    | Tom Okker Marty Riessen                             | 7–5, 11–9, 6–3                                      |
| 1970        | John Newcombe (5) Tony Roche (4)                    | Ken Rosewall Fred Stolle                            | 10–8, 6–3, 6–1                                      |
| 1971        | Roy Emerson (3) Rod Laver                           | Arthur Ashe Dennis Ralston                          | 4–6, 9–7, 6–8, 6–4, 6–4                             |
| 1972        | Bob Hewitt (4) Frew McMillan (2)                    | Stan Smith Erik Van Dillen                          | 6–2, 6–2, 9–7                                       |
| 1973        | Jimmy Connors Ilie Năstase                          | John Cooper Neale Fraser                            | 3–6, 6–3, 6–4, 8(3)–9, 6–1                          |
| 1974        | John Newcombe (6) Tony Roche (5)                    | Robert Lutz Stan Smith                              | 8–6, 6–4, 6–4                                       |
| 1975        | Vitas Gerulaitis Sandy Mayer                        | Colin Dowdeswell Allan Stone                        | 7–5, 8–6, 6–4                                       |
| 1976        | Brian Gottfried Raúl Ramírez                        | Ross Case Geoff Masters                             | 3–6, 6–3, 8–6, 2–6, 7–5                             |
| 1977        | Ross Case Geoff Masters                             | John Alexander Phil Dent                            | 6–3, 6–4, 3–6, 8(4)–9, 6–4                          |
| 1978        | Bob Hewitt (5) Frew McMillan (3)                    | Peter Fleming John McEnroe                          | 6–1, 6–4, 6–2                                       |
| 1979        | Peter Fleming (1) John McEnroe (1)                  | Brian Gottfried Raúl Ramírez                        | 4–6, 6–4, 6–2, 6–2                                  |
| 1980        | Peter McNamara (1) Paul McNamee (1)                 | Robert Lutz Stan Smith                              | 7–6(5), 6–3, 6(4)–7, 6–4                            |
| 1981        | Peter Fleming (2) John McEnroe (2)                  | Robert Lutz Stan Smith                              | 6–4, 6–4, 6–4                                       |
| 1982        | Peter McNamara (2) Paul McNamee (2)                 | Peter Fleming John McEnroe                          | 6–3, 6–2                                            |
| 1983        | Peter Fleming (3) John McEnroe (3)                  | Tim Gullikson Tom Gullikson                         | 6–4, 6–3, 6–4                                       |
| 1984        | Peter Fleming (4) John McEnroe (4)                  | Pat Cash Paul McNamee                               | 6–2, 5–7, 6–2, 3–6, 6–3                             |
| 1985        | Heinz Günthardt Balázs Taróczy                      | Pat Cash John Fitzgerald                            | 6–4, 6–3, 4–6, 6–3                                  |
| 1986        | Joakim Nyström Mats Wilander                        | Gary Donnelly Peter Fleming                         | 7–6(4), 6–3, 6–3                                    |
| 1987        | Ken Flach (1) Robert Seguso (1)                     | Sergio Casal Emilio Sánchez                         | 3–6, 6(6)–7, 7–6(3), 6–1, 6–4                       |
| 1988        | Ken Flach (2) Robert Seguso (2)                     | John Fitzgerald Anders Järryd                       | 6–4, 2–6, 6–4, 7–6(3)                               |
| 1989        | John Fitzgerald (1) Anders Järryd (1)               | Rick Leach Jim Pugh                                 | 3–6, 7–6(4), 6–4, 7–6(4)                            |
| 1990        | Rick Leach Jim Pugh                                 | Pieter Aldrich Danie Visser                         | 7–6(5), 7–6(4), 7–6(5)                              |
| 1991        | John Fitzgerald (2) Anders Järryd (2)               | Javier Frana Leonardo Lavalle                       | 6–3, 6–4, 6(7)–7, 6–1                               |
| 1992        | John McEnroe (5) Michael Stich                      | Jim Grabb Richey Reneberg                           | 5–7, 7–6(5), 3–6, 7–6(5), 19–17                     |
| 1993        | Todd Woodbridge (1) Mark Woodforde (1)              | Grant Connell Patrick Galbraith                     | 7–5, 6–3, 7–6(4)                                    |
| 1994        | Todd Woodbridge (2) Mark Woodforde (2)              | Grant Connell Patrick Galbraith                     | 7–6(3), 6–3, 6–1                                    |
| 1995        | Todd Woodbridge (3) Mark Woodforde (3)              | Rick Leach Scott Melville                           | 7–5, 7–6(8), 7–6(5)                                 |
| 1996        | Todd Woodbridge (4) Mark Woodforde (4)              | Byron Black Grant Connell                           | 4–6, 6–1, 6–3, 6–2                                  |
| 1997        | Todd Woodbridge (5) Mark Woodforde (5)              | Jacco Eltingh Paul Haarhuis                         | 7–6(4), 7–6(7), 5–7, 6–3                            |
| 1998        | Jacco Eltingh Paul Haarhuis                         | Todd Woodbridge Mark Woodforde                      | 2–6, 6–4, 7–6(3), 5–7, 10–8                         |
| 1999        | Mahesh Bhupathi Leander Paes                        | Paul Haarhuis Jared Palmer                          | 6(10)–7, 6–3, 6–4, 7–6(4)                           |
| 2000        | Todd Woodbridge (6) Mark Woodforde (6)              | Paul Haarhuis Sandon Stolle                         | 6–3, 6–4, 6–1                                       |
| 2001        | Donald Johnson Jared Palmer                         | Jiří Novák David Rikl                               | 6–4, 4–6, 6–3, 7–6(6)                               |
| 2002        | Jonas Björkman (1) Todd Woodbridge (7)              | Mark Knowles Daniel Nestor                          | 6–1, 6–2, 6(7)–7, 7–5                               |
| 2003        | Jonas Björkman (2) Todd Woodbridge (8)              | Mahesh Bhupathi Maks Mirny                          | 3–6, 6–3, 7–6(4), 6–3                               |
| 2004        | Jonas Björkman (3) Todd Woodbridge (9)              | Julian Knowle Nenad Zimonjić                        | 6–1, 6–4, 4–6, 6–4                                  |
| 2005        | Stephen Huss Wesley Moodie                          | Bob Bryan Mike Bryan                                | 7–6(4), 6–3, 6(2)–7, 6–3                            |
| 2006        | Bob Bryan (1) Mike Bryan (1)                        | Fabrice Santoro Nenad Zimonjić                      | 6–3, 4–6, 6–4, 6–2                                  |
| 2007        | Arnaud Clément Michaël Llodra                       | Bob Bryan Mike Bryan                                | 7–6(5), 6–4, 6–4, 6–4                               |
| 2008        | Daniel Nestor (1) Nenad Zimonjić (1)                | Jonas Björkman Kevin Ullyett                        | 7–6(12), 6(3)–7, 6–3, 6–3                           |
| 2009        | Daniel Nestor (2) Nenad Zimonjić (2)                | Bob Bryan Mike Bryan                                | 7–6(7), 6(3)–7, 7–6(3), 6–3                         |
| 2010        | Jürgen Melzer Philipp Petzschner                    | Robert Lindstedt Horia Tecău                        | 6–1, 7–5, 7–5                                       |
| 2011        | Bob Bryan (2) Mike Bryan (2)                        | Robert Lindstedt Horia Tecău                        | 6–3, 6–4, 7–6(3)                                    |
| 2012        | Jonathan Marray Frederik Nielsen                    | Robert Lindstedt Horia Tecău                        | 4–6, 6–4, 7–6(5), 6(5)–7, 6–3                       |
| 2013        | Bob Bryan (3) Mike Bryan (3)                        | Ivan Dodig Marcelo Melo                             | 3–6, 6–3, 6–4, 6–4                                  |
| 2014        | Vasek Pospisil Jack Sock (1)                        | Bob Bryan Mike Bryan                                | 7–6(5), 6(3)–7, 6–4, 3–6, 7–5                       |
| 2015        | Jean-Julien Rojer Horia Tecău                       | Jamie Murray John Peers                             | 7–6(5), 6–4, 6–4                                    |
| 2016        | Pierre-Hugues Herbert Nicolas Mahut                 | Julien Benneteau Édouard Roger-Vasselin             | 6–4, 7–6(1), 6–3                                    |
| 2017        | Łukasz Kubot Marcelo Melo                           | Oliver Marach Mate Pavić                            | 5–7, 7–5, 7–6(2), 3–6, 13–11                        |
| 2018        | Mike Bryan (4) Jack Sock (2)                        | Raven Klaasen Michael Venus                         | 6–3, 6(7)–7, 6–3, 5–7, 7–5                          |
| 2019        | Juan Sebastián Cabal Robert Farah                   | Nicolas Mahut Édouard Roger-Vasselin                | 6(5)–7, 7–6(5), 7–6(6), 6(5)–7, 6–3                 |
| 2020        | Annullato per pandemia di Coronavirus               | Annullato per pandemia di Coronavirus               | Annullato per pandemia di Coronavirus               |
| 2021        | Nikola Mektić Mate Pavić                            | Marcel Granollers Horacio Zeballos                  | 6–4, 7–6(2), 2–6, 7–5                               |
| 2022        | Matthew Ebden Max Purcell                           | Nikola Mektić Mate Pavić                            | 7–6(5), 6(3)–7, 4–6, 6–4, 7–6(2)                    |
| 2023        | Wesley Koolhof Neal Skupski                         | Marcel Granollers Horacio Zeballos                  | 6–4, 6–4                                            |
| 2024        | Harri Heliövaara Henry Patten                       | Max Purcell Jordan Thompson                         | 6(7)–7, 7–6(8), 7–6(9)                              |
| 2025        | Lloyd Glasspool Julian Cash                         | Rinky Hijikata David Pel                            | 6-2, 7-6(3)                                         |

## I più vittoriosi
| Nome             | Nazione               | Primo titolo | Vittorie |
| ---------------- | --------------------- | ------------ | -------- |
| Todd Woodbridge  | Australia             | 1993         | 9        |
| Reginald Doherty | Regno Unito           | 1897         | 8        |
| Laurence Doherty | Regno Unito           | 1897         | 8        |
| John Newcombe    | Australia             | 1965         | 6        |
| Mark Woodforde   | Australia             | 1993         | 6        |
| William Renshaw  | Regno Unito           | 1884         | 5        |
| Ernest Renshaw   | Regno Unito           | 1884         | 5        |
| Tony Roche       | Australia             | 1965         | 5        |
| Bob Hewitt       | Australia / Sudafrica | 1962         | 5        |
| John McEnroe     | Stati Uniti           | 1979         | 5        |